# Tillandsia maculata
Tillandsia maculata es una especie de planta epífita dentro del género  Tillandsia, perteneciente a la  familia de las bromeliáceas.  Es originaria de Perú y Ecuador.

## Taxonomía
Tillandsia maculata fue descrita por Ruiz & Pav. y publicado en Flora Peruviana, et Chilensis 3: 40, t. 267. 1802.
Etimología
Tillandsia: nombre genérico que fue nombrado por Carlos Linneo en 1738 en honor al médico y botánico finlandés Dr. Elias Tillandz (originalmente Tillander) (1640-1693).
maculata: epíteto latíno que significa "manchada"
Sinonimia
- Vriesea maculata (Ruiz & Pav.) Beer	[3][4]